# Violette Rey
Pour les articles homonymes, voir Rey.
Violette Rey est une géographe et universitaire française, née en 1943 à Mens, en Isère. Elle est professeure émérite de géographie.

## Biographie
Violette Rey est élève de l'École normale supérieure de Fontenay-aux-Roses, agrégée et docteure d'État. Elle enseigne tout d'abord à l'université Paris I, où en 1984 elle co-fonde avec Thérèse Saint-Julien et Denise Pumain le laboratoire Géographie-cités. Elle enseigne à l’École normale supérieure de Fontenay-Saint-Cloud puis à l’École normale supérieure de Lyon. Violette Rey y a dirigé le groupe Géophile, rattaché à l’UMR Environnement Ville Société, jusqu'en septembre 2007,.

## Travaux
Spécialiste de géographie rurale, elle innove en analysant la spécialisation des exploitations agricoles en relation avec les prix fonciers dans le Bassin Parisien.
Violette Rey est également spécialiste de l’Europe centrale et orientale, en particulier de la Roumanie. Elle travaille sur les changements du secteur agricole dans des territoires anciennement de l'Union soviétique. elle prévoit alors deux développement distincts, celui d'un développement des grandes exploitations à visées capitalistes en Europe centrale et, en Europe balkanique un développement des exploitations familiales liées à une parcellisation du territoire.
Elle est à l'origine du concept « d'espace d'entre deux », défini comme des « marges territoriales et lieux de multiples recompositions, où les centralités ont peiné à s'établir au cours de l'histoire ».

## Distinctions
- Médaille de bronze du CNRS en 1984[4].
- Membre d'honneur de l'Académie roumaine[5],[6].

## Publications
- L'élargissement de l'Union Européenne - Réformes territoriales en Europe Centrale et Orientale, Emmanuelle Boulineau, Lydia Coudroy De Lille, Violette Rey, Paris, L'Harmattan, 2005, 248 p.  (ISBN 2-7475-7492-X)
- Territoires d’Europe. La différence en partage, Violette Rey et Thérèse Saint-Julien (dir.), Lyon, ENS Éditions, 2005, 334 p.
- Elargissement de l’Union européenne : résultats des référendums sur l’adhésion dans les pays d’Europe centrale et orientale, Cybergeo, Violette Rey, Séverine Mulatier et Hélène Roth, mis en ligne le 9 avril 2004
- Atlas de la Roumanie, Violette Rey, Octavian Groza, Ioan Ianos, Maria Patroescu (dir), CNRS, GDR Libergéo-La Documentation française, 2000, 168 pages, 252 cartes.  (ISBN 2-11-004710-0)
- Les territoires centre-européens. Dilemmes et défis, Violette Rey (dir.), Paris, La Découverte, 1998, 264 p.  (ISBN 2-7071-2834-1)
- Atlas de France. Volume 8 : Espace rural, Franck Auriac, Violette Rey (dir.), GIP RECLUS - La Documentation Française, 1998, 128 pages, 145 cartes.  (ISBN 2-11-004099-8)
- Géographie universelle. Tome 10 : Europes orientales, Russie, Asie centrale, Roger Brunet, Violette Rey (dir), Belin – RECLUS, 1996, 480 pages, 145 cartes et schémas, 167 photographies en couleur.  (ISBN 2-7011-1673-2)